# Masterpiece Theatre
| Críticas profissionais | Críticas profissionais |
| Avaliações da crítica  | Avaliações da crítica  |
| Fonte                  | Avaliação              |
| ---------------------- | ---------------------- |
| Allmusic               | [ 1 ]                  |
| Entertainment Weekly   | (C)                    |
| Los Angeles Times      | [ 3 ]                  |
| NME                    | (7/10)                 |
| Rolling Stone          | [ 5 ]                  |
| Spin                   | (6/10)                 |

"Masterpiece Theatre" é o quarto álbum de estúdio do grupo vocal feminino americano En Vogue, lançado em 2000, pela Elektra Records.

## Faixas
| N.º | Título                                            | Compositor(es)              | Produtor(es)                   | Duração |  |
| 1.  | "Riddle"                                          |                             | Denzil Foster e Thomas McElroy | 5:09    |  |
| 2.  | "No, No, No (Can't Come Back)"                    | Raymond Ransom              | Foster & McElroy               | 3:09    |  |
| 3.  | "Falling in Love"                                 |                             | Foster & McElroy               | 4:08    |  |
| 4.  | "Suite (Intro)" (featuring Russell Gatewood)      | Russell Gatewood            | Foster & McElroy               | 0:26    |  |
| 5.  | "Love U Crazay" (featuring Kamil Marzette)        | Michael Mani                | Foster & McElroy               | 4:19    |  |
| 6.  | "Sad But True"                                    |                             | Foster & McElroy               | 4:08    |  |
| 7.  | "Love Won't Take Me Out"                          | Michael Mani                | Foster & McElroy               | 4:59    |  |
| 8.  | "Whatever Will Be, Will Be (Que Sera, Sera)"      | Jacob Levison Raymond Evans | Foster & McElroy               | 4:43    |  |
| 9.  | "Suite (Outro)" (featuring Russell Gatewood)      | Russell Gatewood            | Foster & McElroy               | 0:05    |  |
| 10. | "Beat of Love"                                    |                             | Foster & McElroy               | 4:13    |  |
| 11. | "Latin Soul"                                      |                             | Foster & McElroy               | 4:32    |  |
| 12. | "Work It Out"                                     |                             | Foster & McElroy               | 4:27    |  |
| 13. | "Those Dogs" (featuring Bobby McFerrin & Eklypse) |                             | Foster & McElroy               | 4:09    |  |
| 14. | "Number One Man"                                  |                             | Foster & McElroy               | 4:39    |  |

## Posições nas tabelas
| Chart (2000)                                      | Melhor posição |
| ------------------------------------------------- | -------------- |
| Alemanha (Offizielle Top 100)                     | 22             |
| Bélgica (Ultratop)                                | 49             |
| Estados Unidos (Billboard 200)                    | 67             |
| Estados Unidos (Billboard Top R&B/Hip-Hop Albums) | 33             |
| França (SNEP)                                     | 56             |
| Países Baixos (MegaCharts)                        | 56             |
| Suíça (Schweizer)                                 | 28             |